# مجموعة الثماني
مجموعة الثمانية أو مجموعة الدول الصناعية الثمانية كانت منتدىً سياسيًا حكوميًا من عام 1997 حتى عام 2014، يضم الدول الصناعية الكبرى في العالم وهم: الولايات المتحدة الأمريكية، اليابان، ألمانيا، روسيا الاتحادية (معلق)، إيطاليا، المملكة المتحدة، فرنسا، وكندا.
وقد تشكلت من دمج دولة روسيا في مجموعة السبع، وعادت إلى اسمها السابق بعد أن تم تعليق عضوية روسيا في عام 2014. يمثل مجموع اقتصاد هذه الدول الثمانية 65% من اقتصاد العالم وأغلبية القوة العسكرية (تحتل 7 من 8 مراكز الأكثر إنفاقاً على التسلح وتقريباً كل الأسلحة النووية عالمياً). أنشطة المجموعة تتضمن مؤتمرات على مدار السنة ومراكز بحث سياسية مخرجاتها تتجمع في القمة السنوية التي يحضرها زعماء الدول الأعضاء. أيضاً، يتم تمثيل الاتحاد الأوربي في هذه القمم.
نشأ المنتدى مع قمة 1975 التي استضافتها فرنسا والتي جمعت ممثلين عن ست حكومات: فرنسا وألمانيا وإيطاليا واليابان والمملكة المتحدة والولايات المتحدة، وسميت بمجموعة الستة. عُرفت القمة باسم مجموعة السبعة في عام 1976 مع إضافة كندا. أُضيفت روسيا إلى المنتدى السياسي منذ عام 1997، والذي أصبح يُعرف في العام التالي باسم مجموعة الثماني. في عام 2014، تم تجميد عضوية روسيا في المجموعة الثماني بسبب تدخلها في الأزمة الأوكرانية وضم شبه جزيرة القرم. ومنذ تجميد عضوية روسيا في المجموعة، أصبحت المجموعة تعرف باسم مجموعة السبع. وقد حلت العاصمة البريطانية لندن مكان مدينة سوتشي الروسية لاستضافة القمة في عام 2014. في عام 2017، أعلنت روسيا انسحابها الدائم من مجموعة الثماني. ومع ذلك، ذكر العديد من ممثلي دول مجموعة السبع أنهم مهتمون بعودة روسيا إلى المجموعة.
كان الاتحاد الأوروبي ممثلاً في مجموعة الثماني منذ الثمانينيات كمشارك «غير معدود»، لكنه في الأصل لم يكن بإمكانه استضافة أو رئاسة مؤتمرات القمة. كانت القمة الأربعون هي المرة الأولى التي يتمكن فيها الاتحاد الأوروبي من استضافة ورئاسة قمة. بشكل جماعي، في عام 2012، شكلت دول مجموعة الثماني 50.1٪ من إجمالي الناتج المحلي الاسمي العالمي لعام 2012 و40.9٪ من إجمالي الناتج المحلي العالمي.
في كل سنة، كانت مسؤولية استضافة مجموعة الثماني يتم التناوب عليها من خلال الدول الأعضاء بالترتيب التالي: فرنسا والولايات المتحدة والمملكة المتحدة وروسيا (معلقة) وألمانيا واليابان وإيطاليا وكندا. يضع صاحب الرئاسة جدول الأعمال ويستضيف القمة لذلك العام ويحدد الاجتماعات الوزارية التي ستنعقد.
في عام 2005، بدأت حكومة المملكة المتحدة دعوة خمسة أسواق ناشئة رائدة - البرازيل والصين والهند والمكسيك وجنوب إفريقيا - للمشاركة في اجتماعات مجموعة الثماني التي أصبحت تعرف باسم مجموعة الثمانية زائد خمسة. مع نمو الاقتصادات الكبرى لمجموعة العشرين منذ قمة واشنطن عام 2008، أعلن زعماء العالم من المجموعة في قمتهم في بيتسبرغ في سبتمبر 2009 أن المجموعة ستحل محل مجموعة الثماني باعتبارها المجلس الاقتصادي الرئيسي للدول الغنية. ومع ذلك، تحتفظ مجموعة السبعة بأهميتها باعتبارها «مجموعة توجيهية للغرب»، مع تعيين أهمية خاصة لليابان.

## خلفية تاريخية
بعد الأزمة النفطية في عام 1973 وفترة الركود الاقتصادية التي تبعتها. ظهر مفهوم تجمع للدول الأكثر تصنيعاً. وفي عام 1974، أنشئت الولايات المتحدة المجموعة، في تجمع غير رسمي للمسئولين الاقتصاديين من الولايات المتحدة الأمريكية والمملكة المتحدة وألمانيا الغربية واليابان وفرنسا. أما في عام 1975، دعا الرئيس الفرنسي فاليري جيسكار ديستان زعماء حكومات ألمانيا الغربية وإيطاليا واليابان والمملكة المتحدة والولايات المتحدة الأمريكية إلى قمة في رامبوليت. وأتفق الزعماء الستة على تنظيم اجتماع سنوي تحت رئاسة متناوبة، مشكلين بذلك مجموعة الستة. وفي السنة التالية انضمت كندا إلى المجموعة بناء على توصية الرئيس الأمريكي جيرالد فورد، وأصبحت تعرف بمجموعة السبعة. ويمثل الاتحاد الأوروبي من قبل رئيس الاتحاد الأوربي وزعيم الدولة التي تتولى رئاسة مجلس الاتحاد الأوروبي وحضر كل الاجتماعات منذ أن تمت دعوته من قبل المملكة المتحدة في عام 1977.
بعد انتهاء الحرب الباردة بتفكك الاتحاد السوفيتي في عام 1991، أصبحت روسيا الدولة الوريثة الشرعية لهذا الاتحاد. وبدايةً بقمة نابولي عام 1994، دعي المسئولون الروس لحضور هذا التجمع بصفة مراقب مع زعماء مجموعة السبعة بعد انتهاء القمة الرئيسية. عرفت هذه المجموعة بمجموعة السبعة زائد واحد. وبمبادرة من رئيس الوزراء البريطاني توني بلير والرئيس الأمريكي بيل كلينتون، تمت دعوة الرئيس بوريس يلتسين أولاً كمراقب ضيف، وبعد ذلك كمشارك كامل. كان يُنظر إليه على أنه وسيلة لتشجيع يلتسين بإصلاحاته الرأسمالية. انضمت روسيا رسميًا إلى المجموعة في عام 1997، وأصبحت تدعى بمجموعة الثمانية.

### الغِذاء
كان التركيز الرئيسي لمجموعة الثماني منذ عام 2009 على الإمداد العالمي بالغذاء. في قمة لاكويلا 2009، وعد أعضاء مجموعة الثمانية بالمساهمة بمبلغ 22 مليار دولار في هذه القضية. بحلول عام 2015، تم صرف 93٪ من الأموال لمشاريع مثل التنمية الزراعية المستدامة والمساعدة الغذائية الطارئة الكافية.
في قمة عام 2012، طلب الرئيس باراك أوباما من قادة مجموعة الثمانيو تبني مبادرة التحالف الجديد للأمن الغذائي والتغذية «لمساعدة فقراء الريف على إنتاج المزيد من الغذاء وبيعه في الأسواق المحلية والإقليمية المزدهرة وكذلك في السوق العالمية». أصبحت غانا واحدة من أول ست دول أفريقية تنضم إلى تحالف مجموعة الثماني الجديد للأمن الغذائي والتغذية في عام 2012. ومع ذلك، لم يكن هناك أي معرفة تقريبًا بمبادرة مجموعة الثمانية بين بعض أصحاب المصلحة، بما في ذلك المزارعين والأكاديميين ومجموعات الحملات الزراعية. ويقول النقاد إن الارتباك الذي أحاط بالخطط زاد سوءًا بسبب «مجموعة مذهلة من البرامج الزراعية الإقليمية والوطنية التي يتعذر على الناس العاديين الوصول إليها».

### تعليق مشاركة روسيا (2014)
في 24 مارس 2014، ألغى أعضاء مجموعة السبع قمة مجموعة الثماني التي كان من المقرر عقدها في يونيو من ذلك العام في مدينة سوتشي الروسية، وعلقت عضوية روسيا في المجموعة، بسبب ضم روسيا لشبه جزيرة القرم، ومع ذلك، لم يصلوا إلى حد الطرد الدائم الصريح. وقلل وزير الخارجية الروسي سيرجي لافروف من أهمية قرار الولايات المتحدة وحلفائها، وأشار إلى أن القرارات الدولية الكبرى اتخذتها دول مجموعة العشرين.
لاحقًا، اقترحت وزيرة الخارجية الإيطالية فيديريكا موغيريني والسلطات الإيطالية الأخرى،  جنبًا إلى جنب مع عضو مجلس إدارة معهد إيست ويست وولفغانغ إيشينغر،  أن تستعيد روسيا عضويتها في المجموعة. في أبريل 2015، قال وزير الخارجية الألماني فرانك فالتر شتاينماير إنه سيتم الترحيب بعودة روسيا إلى مجموعة الثماني بشرط تنفيذ بروتوكول مينسك. وأضاف في عام 2016 أنه «لا يمكن حل أي من النزاعات الدولية الكبرى بدون روسيا»، وستنظر دول مجموعة السبع في عودة روسيا إلى المجموعة في عام 2017. وفي العام نفسه، دعا رئيس الوزراء الياباني شينزو آبي إلى عودة روسيا إلى مجموعة الثماني، مشيرًا إلى أن مشاركة روسيا «حاسمة في معالجة الأزمات المتعددة في الشرق الأوسط». في يناير 2017، قال وزير الخارجية الإيطالي أنجيلينو ألفانو إن إيطاليا تأمل في «استئناف شكل مجموعة الثماني مع روسيا وإنهاء أجواء الحرب الباردة». في 13 يناير 2017، أعلنت روسيا أنها ستترك مجموعة الثمانية بشكل دائم. ومع ذلك، قال كريستيان ليندنر، زعيم الحزب الديمقراطي الحر في ألمانيا وعضو البوندستاغ، إنه ينبغي «مطالبة بوتين بالانضمام إلى طاولة مجموعة السبع» حتى يتسنى للمرء «التحدث معه وليس عنه»، و «لا يمكننا أن نجعل كل الأشياء تعتمد على الوضع في شبه جزيرة القرم». في أبريل 2018، قال السياسيون الألمان وأعضاء البوندستاغ سارا فاكنكنيخت وألكسندر غراف لامبسدورف: «إنه ينبغي دعوة روسيا للعودة إلى المجموعة وحضور قمة 2018 في كندا على أبعد تقدير لأن السلام في أوروبا وكذلك في الشرق الأوسط ممكن فقط مع روسيا». كما صرح الرئيس الأمريكي دونالد ترامب بضرورة إعادة روسيا إلى المجموعة، ودُعم نداءه من قبل رئيس الوزراء الإيطالي جوزيبي كونتي. بعد أن رفض العديد من أعضاء مجموعة السبع بسرعة اقتراح الرئيس الأمريكي ترامب بقبول الاتحاد الروسي مرة أخرى في مجموعة الثماني، قال وزير الخارجية الروسي لافروف إن الاتحاد الروسي غير مهتم بالعودة إلى المنتدى السياسي. كما قال إن مجموعة العشرين كافية للاتحاد الروسي. في البيان الختامي لاجتماع 2018 في كندا، أعلن أعضاء مجموعة السبع مواصلة العقوبات والاستعداد أيضًا لاتخاذ المزيد من الإجراءات التقييدية ضد الاتحاد الروسي بسبب فشل التنفيذ الكامل لاتفاق مينسك.

## الهيكل والأنشطة

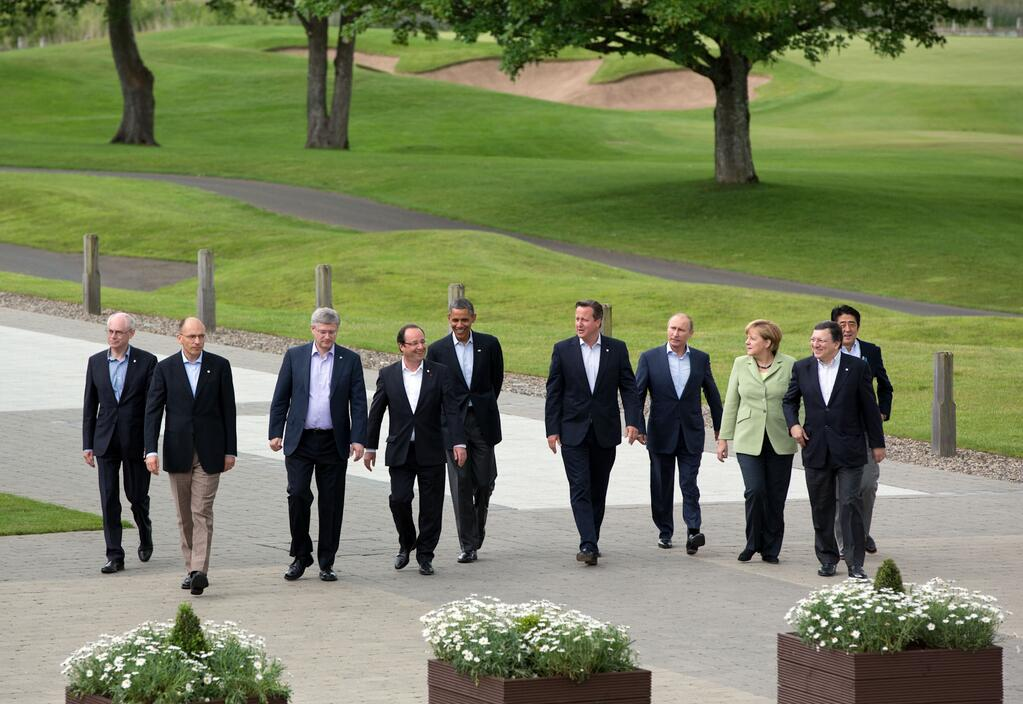
قادة مجموعة الثماني في 18 يونيو 2013، في بحيرة لاك إيرن، أيرلندا الشمالية، المملكة المتحدة

مجموعة الثمانية ملتقى غير رسمي ولذلك تفتقد إلى الهيكل التنظيمي الشبيه بالمنظمات الدولية، مثل الأمم المتحدة والبنك الدولي. لا يوجد للمجموعة سكرتارية ثابتة، أو مكاتب لأعضائها.
تدور رئاسة المجموعة سنوياً بين الدول الأعضاء، وتبدأ فترة الرئاسة من 1 يناير من كل سنة. ترتيب التناوب هو: فرنسا والولايات المتحدة والمملكة المتحدة وروسيا (معلق) وألمانيا واليابان وإيطاليا وكندا.
الدولة الحائزة على الرئاسة مسئولة عن التخطيط واستضافة مجموعة من الاجتماعات الوزارية، استعدادا للقمة النصف السنوية التي يحضرها زعماء الدول الأعضاء. يشارك رئيس المفوضية الأوروبية على قدم المساواة في جميع أحداث القمة.
تجمع الاجتماعات الوزارية الوزراء مسئولين عن حقائب مختلفة من أجل مناقشة قضايا مشتركة أو ذو بعد عالمي.يتضمن مجال المواضيع: الصحة وتطبيق القانون والعمالة والتنمية الاقتصادية والاجتماعية والطاقة والبيئة والعلاقات الخارجية والقضاء والقضايا الداخلية والإرهاب والتجارة. وهناك مجموعة من الاجتماعات المنفصلة تعرف بمجموعة الثمانية زائد خمسة “G8 + 5”، أنشئت في قمة عام 2005 في جلينديلز، اسكتلندا التي حضرها وزراء الاقتصاد والطاقة من الدول الثمانية الأعضاء بالإضافة إلى خمس دول: الصين والمكسيك والهند والبرازيل وجنوب أفريقيا.
في يونيو 2005، اتفق وزراء العدل والداخلية من دول مجموعة الثمانية على وضع قاعدة بيانات دولية في بيدوفيلس. كما اتفق زعماء مجموعة الثمانية على تجميع المعلومات عن الأنشطة الإرهابية، وعرضه لقيود قانون الخصوصية والأمن لكل دولة على حدة.

### الطاقة العالمية

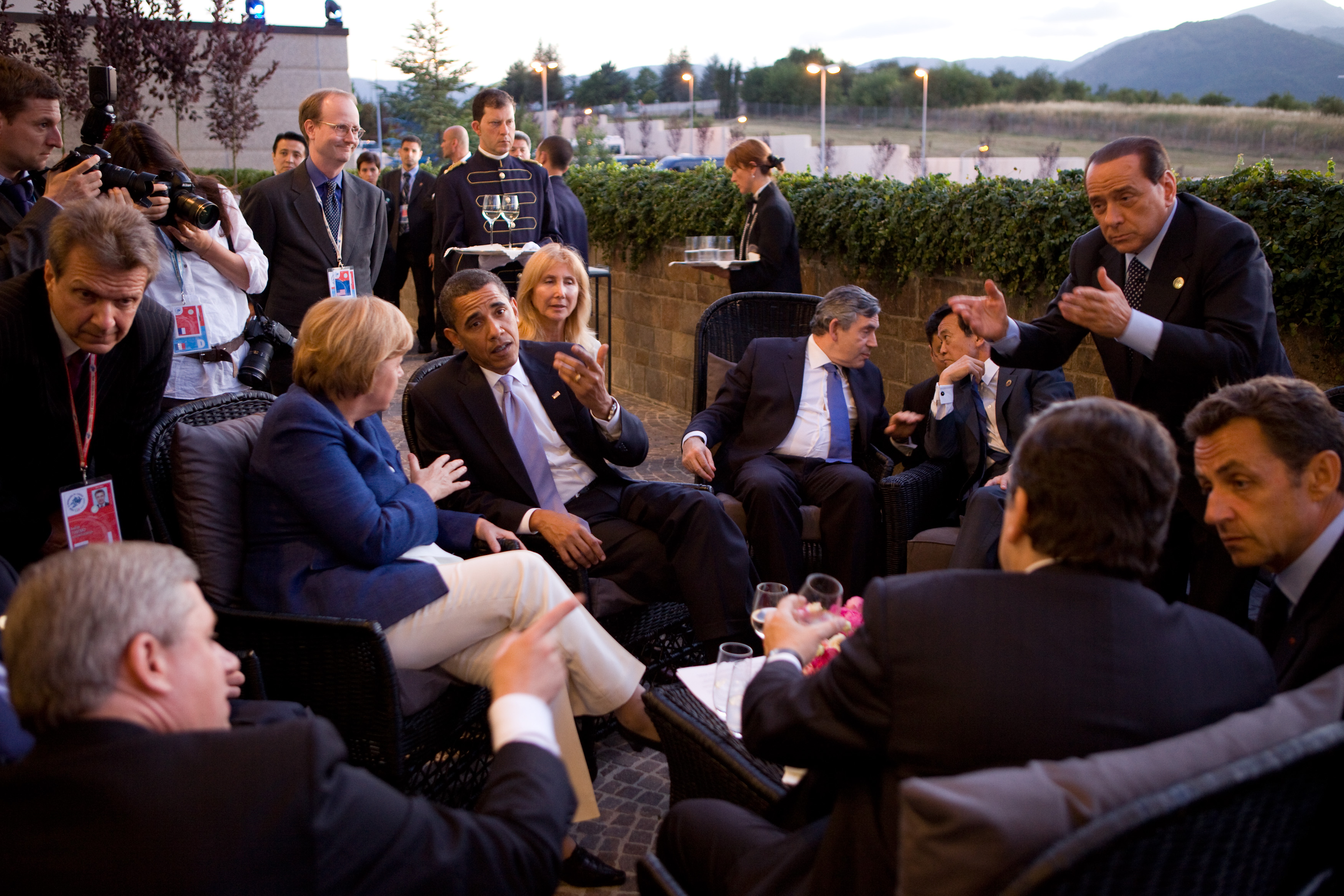
اجتماع قادة مجموعة الثماني خلال قمة 2009 في لاكويلا (أبروتسو، إيطاليا).

في قمة هايليغيندام عام 2007، أقرت مجموعة الثماني باقتراح من الاتحاد الأوروبي لمبادرة عالمية بشأن الاستخدام الفعال للطاقة. واتفقا مع وكالة الطاقة الدولية على استكشاف أكثر الوسائل فعالية لتعزيز كفاءة الطاقة على الصعيد الدولي. وبعد ذلك بعام، في 8 يونيو 2008، أنشأت مجموعة الثماني مع الصين والهند وكوريا الجنوبية والجماعة الاقتصادية الأوروبية الشراكة الدولية للتعاون في مجال كفاءة الطاقة، في الاجتماع الوزاري للطاقة الذي استضافته اليابان التي عقدت رئاسة مجموعة الثمانية لعام 2008، في أوموري.
اجتمع وزراء مالية مجموعة الثمانية، أثناء التحضير للقمة الرابعة والثلاثين لرؤساء دول وحكومات مجموعة الثمانية في توياكو، هوكايدو، يومي 13 و 14 يونيو 2008، في أوساكا، اليابان. ووافقوا على «خطة عمل مجموعة الثماني بشأن تغير المناخ لتعزيز مشاركة المؤسسات المالية الخاصة والعامة». في الختام، أيد الوزراء إطلاق البنك الدولي لصناديق الاستثمار المناخية الجديدة (CIFs)، والتي ستساعد الجهود الحالية حتى يتم تنفيذ إطار جديد بموجب اتفاقية الأمم المتحدة الإطارية بشأن تغير المناخ بعد عام 2012. اتفاقية الأمم المتحدة الإطارية بشأن تغير المناخ ليست على المسار الصحيح لتحقيق أي من أهدافها المعلنة.

### القمة السنوية

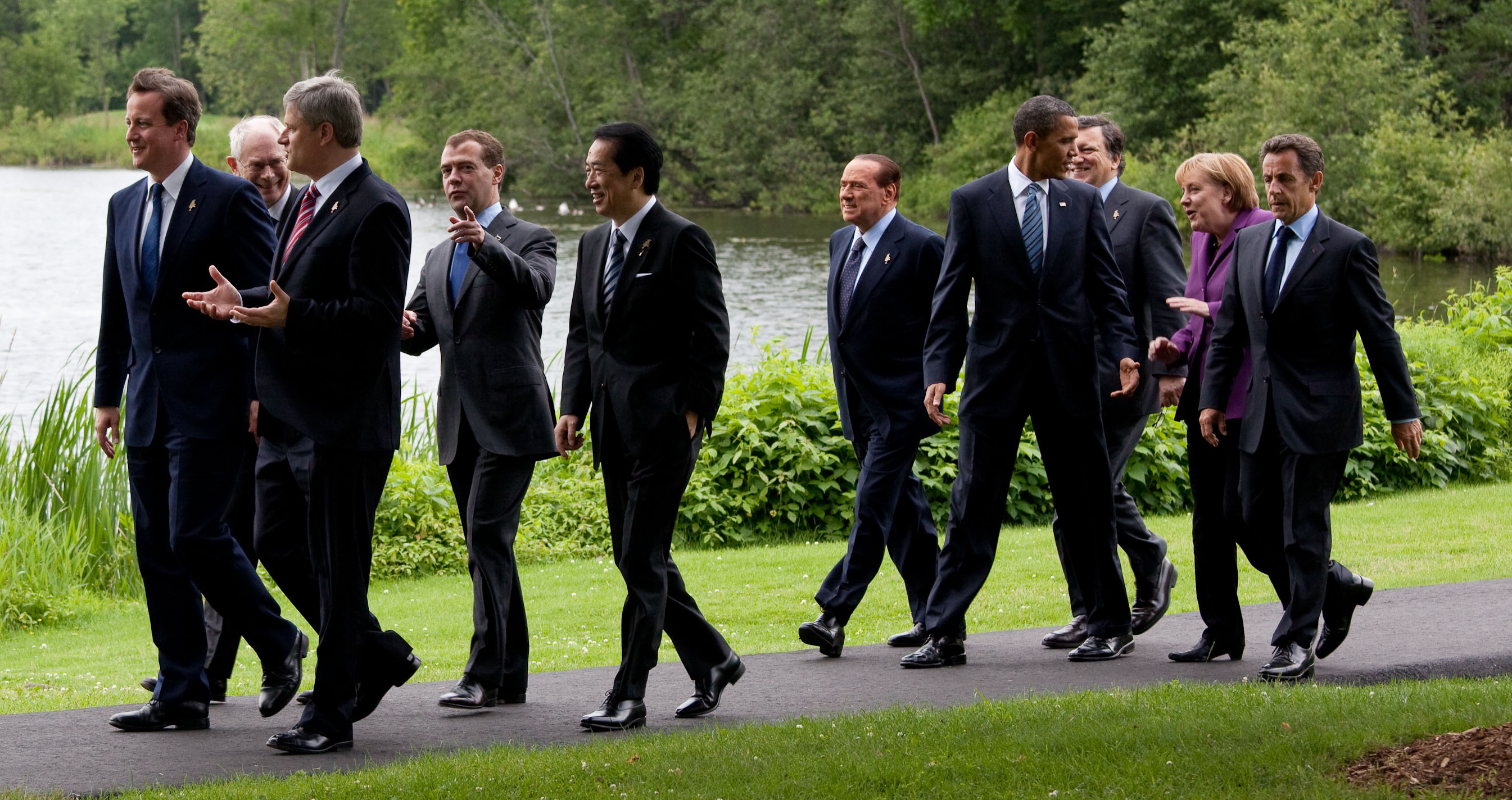
قادة مجموعة الثماني في القمة السادسة والثلاثين في هنتسفيل (أونتاريو). من اليسار إلى اليمين: كاميرون، فان رومبوي (المجلس الأوروبي)، هاربر، ميدفيديف، كان، برلسكوني، أوباما، باروسو (المفوضية الأوروبية)، ميركل، ساركوزي.

عُقدت أول قمة لمجموعة الثماني في عام 1997 بعد انضمام روسيا رسميًا إلى مجموعة السبع، وعُقدت القمة الأخيرة في عام 2013. كان من المقرر عقد قمة 2014 في روسيا. ومع ذلك، وبسبب أزمة القرم، قررت الدول السبع الأخرى عقد اجتماع منفصل بدون روسيا بصفتها قمة مجموعة السبع في بروكسل، بلجيكا. يحضر القمة السنوية لمجموعة الثمانية ثمانية من أكثر زعماء الدول نفوذاً في العالم. لذلك، هو حدث دولي الذي يتم مراقبته ونقل الأخبار عنه من قبل الإعلام. الدولة العضو الحائزة على زعامة مجموعة الثمانية مسئولة عن تنظيم واستضافة القمة السنوية التي تعقد لمدة ثلاثة أيام في منتصف السنة.

## القوة الاقتصادية
تمثل الدول الثمانية التي تشكل مجموعة الثمانية تقريباً 14% من سكان العالم، ومع ذلك تمثل ثلثي الاقتصاد العالمي قياساً بالناتج القومي.
في عام 2005، كان مجموع الأنفاق الحربي لمجموعة الثمانية 707 مليار دولار أمريكي. ويشكل هذا 71% من مجموع الأنفاق الحربي العالمي. وتشكل أربعة دول أعضاء في مجموعة الثمانية الولايات المتحدة الأمريكية وروسيا وفرنسا والمملكة المتحدة مجتمعة 98% من الأسلحة النووية عالمياً.

## الانتقادات والمظاهرات

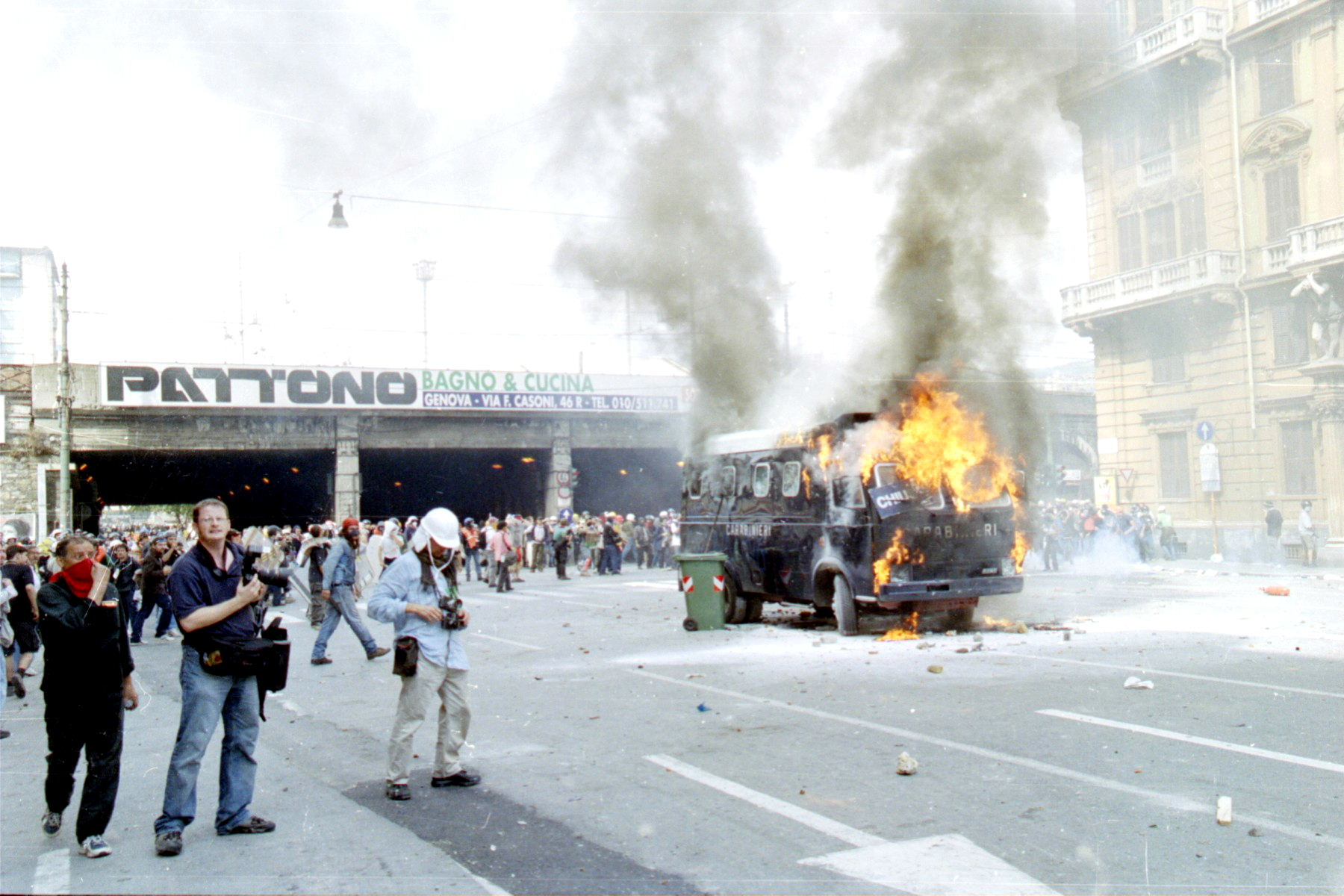
20 تموز / يوليو 2001، القمة السابعة والعشرون لمجموعة الثماني في جنوة بإيطاليا: محتجون يحرقون سيارة للشرطة.

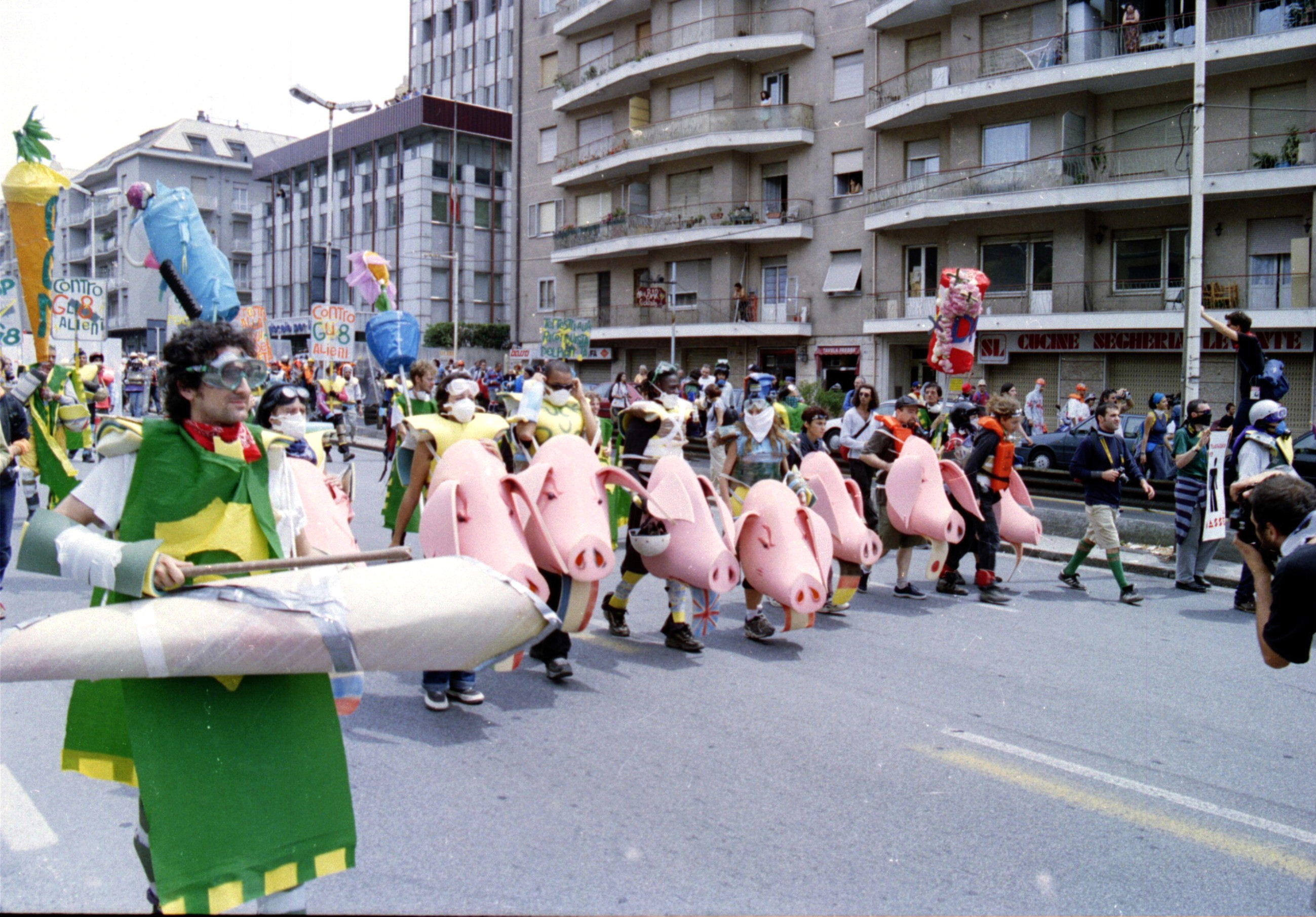
مظاهرات في جنوة أثناء انعقاد القمة السابعة العشرون

كما القمم السنوية تحظى بتغطية إعلامية واسعة، تتعرض لضغوطات من قبل جماعات الضغط ومظاهرات الشوارع، الانتقادات الشائعة عن أن أعضاء مجموعة الثمانية هم المسئولين عن القضايا العالمية مثل الفقر في أفريقيا والدول النامية بسبب الدين الخارجي والسياسة التجارية، والاحتباس الحراري بسبب أنبعاثات ثاني أكسيد الكربون، ومشكلة الايدز بسبب السياسة المتشددة في ترخيص الأدوية والمشاكل الأخرى المتعلقة بالعولمة. يتم الضغط على زعماء الدول الثمانية لمحاربة المشاكل المتهمين بإنشائها. مثلاُ، لايف أيت، مجموعة من الحفلات في يوليو 2005 متزامنة مع القمة الـ31 لمجموعة الثمانية، كان الهدف منها خلق وعي عالمي وتشجيع زعماء الدول الثمانية على جعل الفقر تاريخاً “Make Poverty History”. وأقترح أيضاً منظوموا لايف أيت بان تخصص الدول الأعضاء في مجموعة الثمانية من ميزانيتها القومية 0.7% للمساعدة الخارجية تماشياً مع الأجندة رقم 21 من قمة الأرض في ريو دي جانيرو عام 1992.
انتقاد أخر يتمحور حول عضوية الدول الثمانية. باستثناء جمهورية الصين الشعبية، ثاني أكبر اقتصاد في العالم، لا تمثل مجموعة الثمانية تمركز القوة الاقتصادية كما كانت عند إنشائها. ولعدم تمثيل الجنوب العالمي يؤدي ذلك إلى تصنيف الكثير من النقاد لمجموعة الثمانية كمؤسسة للمحافظة على الهيمنة الاقتصادية الغربية.
ومن مظاهرات المناهضة للعولمة، كان أكبرها في القمة السابعة العشرون في جنوة 2001. منذ تلك القمة، تم استضافة القمم خارج المدن الرئيسية. واليوم الافتتاحي لقمة 2005 في اسكتلندا تزامن مع هجمات إرهابية متتابعة في لندن.

## القادة

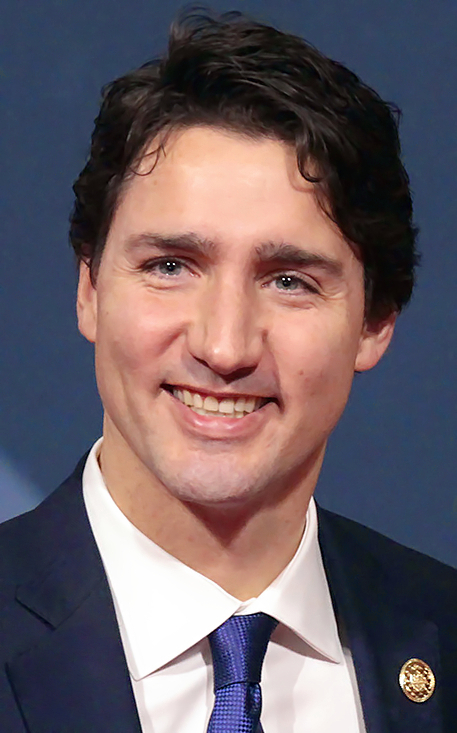
رئيس وزراء كندا جاستن ترودو
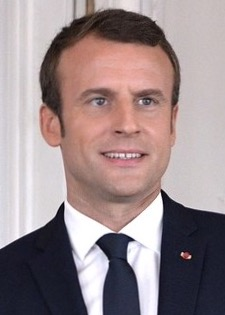
رئيس فرنسا إيمانويل ماكرون
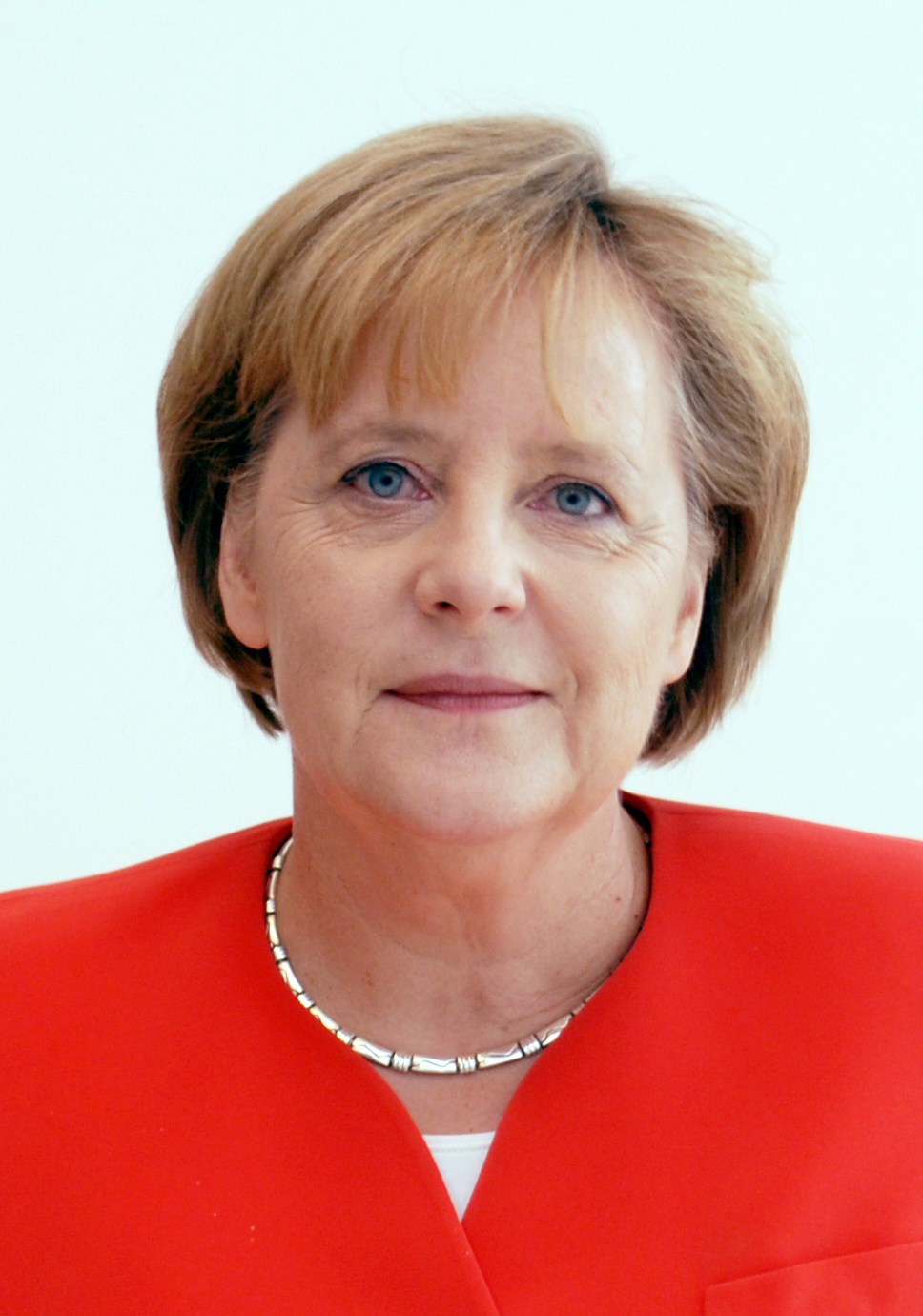
مستشار ألمانيا أنغيلا ميركل
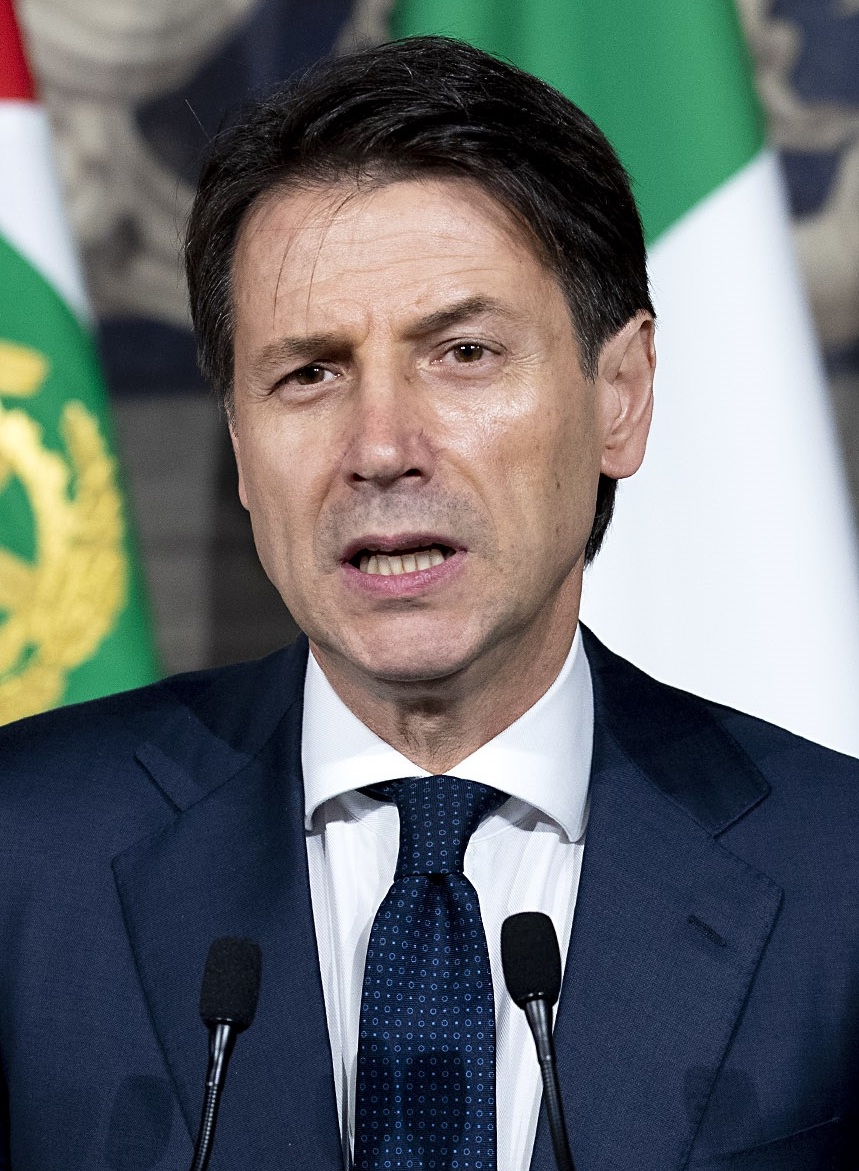
رئيس وزراء إيطاليا جوزيبي كونتي
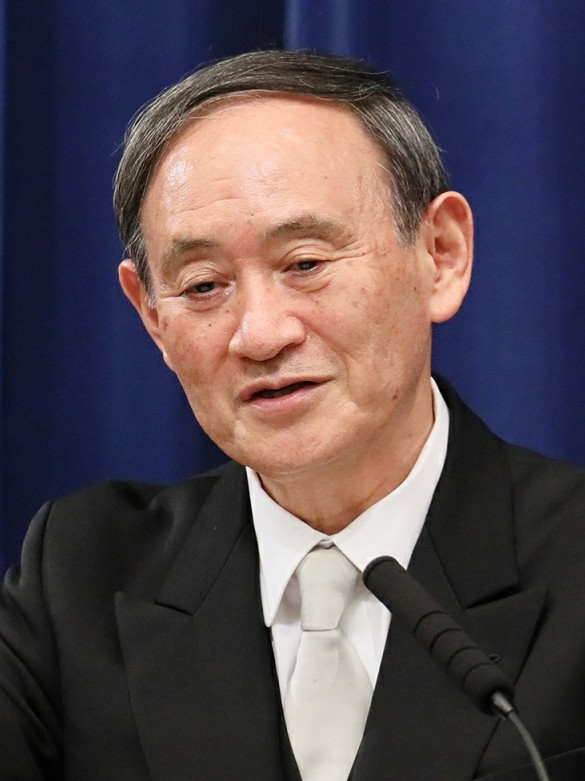
رئيس وزراء اليابان يوشيهيديه سوغا
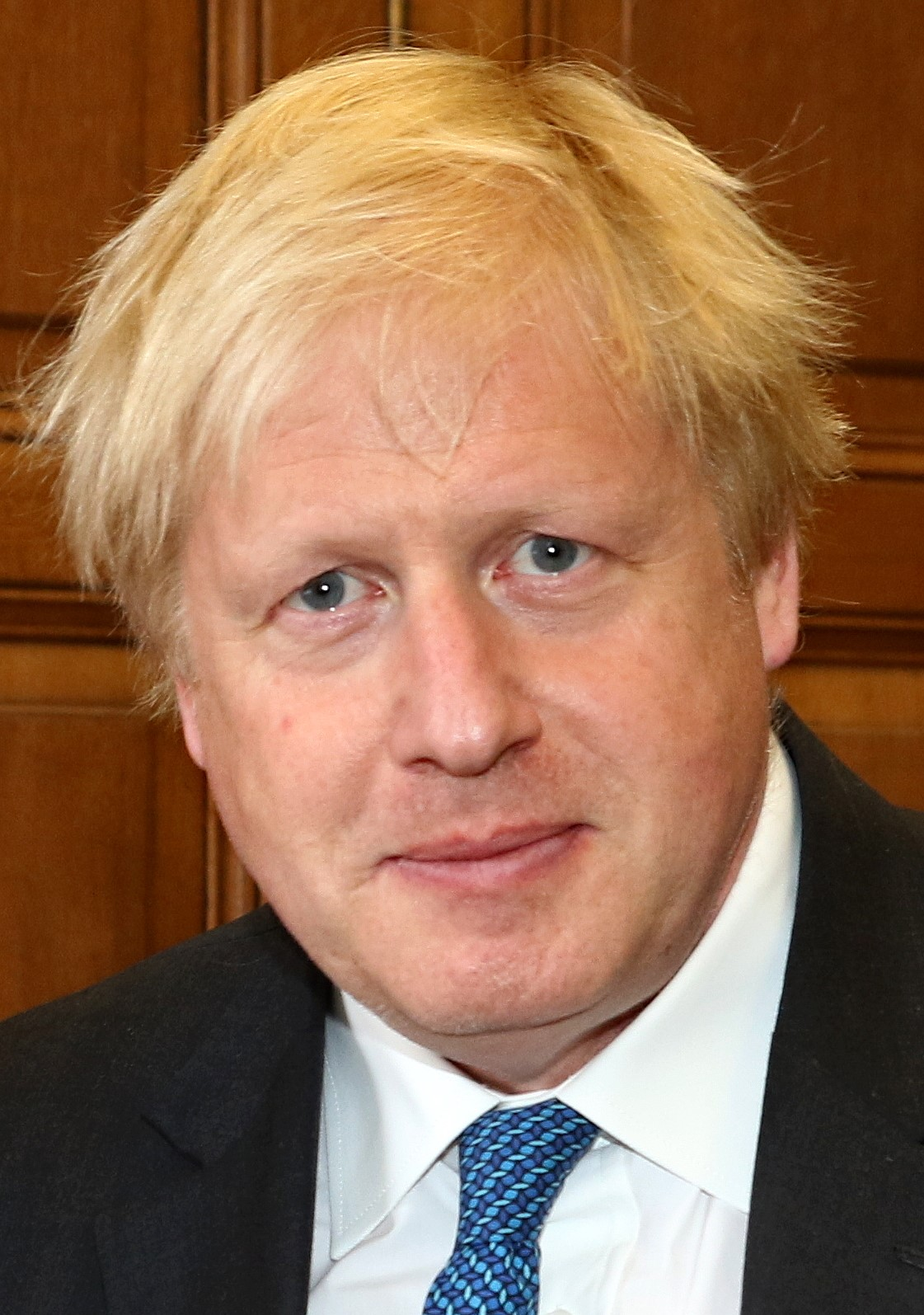
رئيس وزراء المملكة المتحدة بوريس جونسون
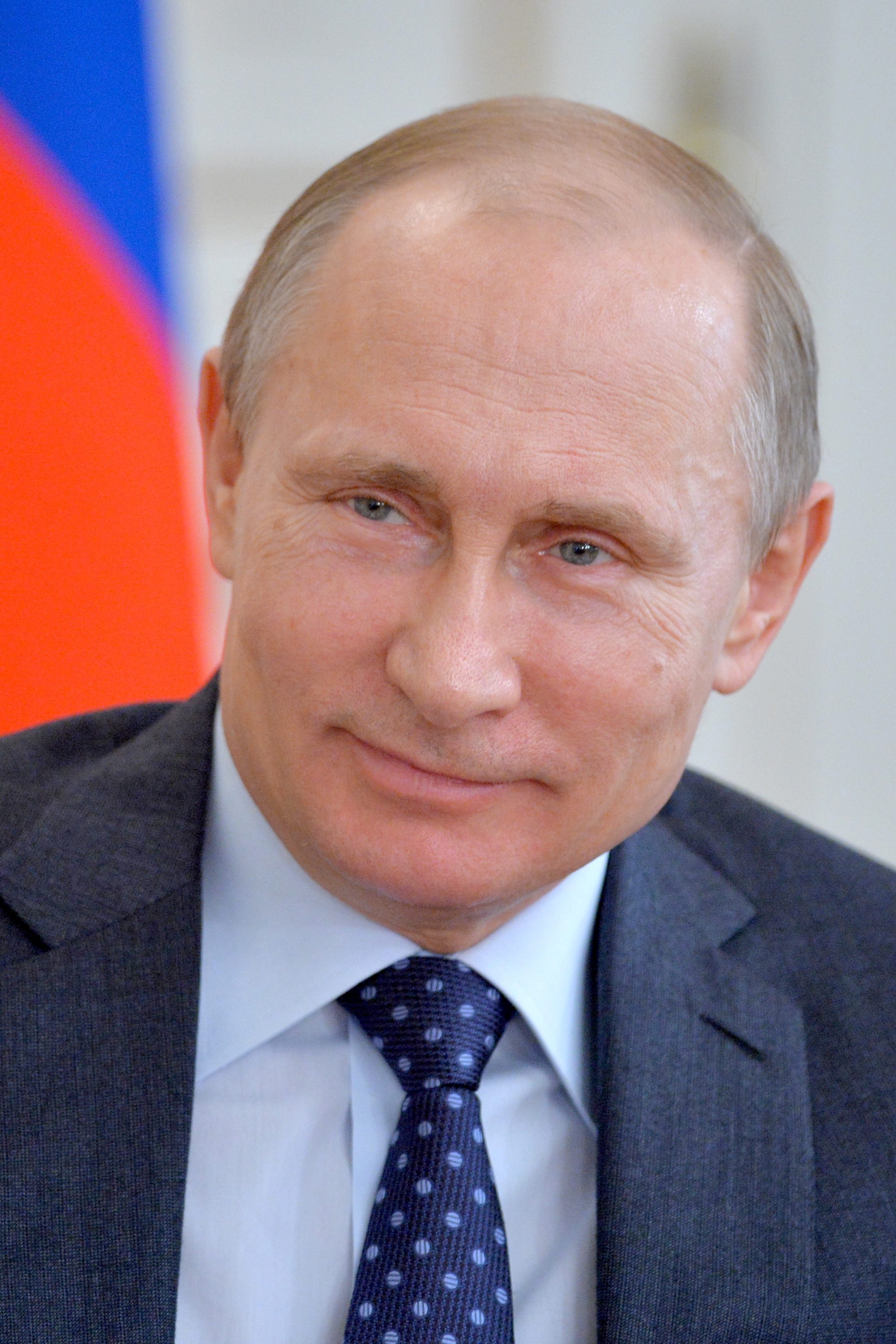
رئيس روسيا فلاديمير بوتين
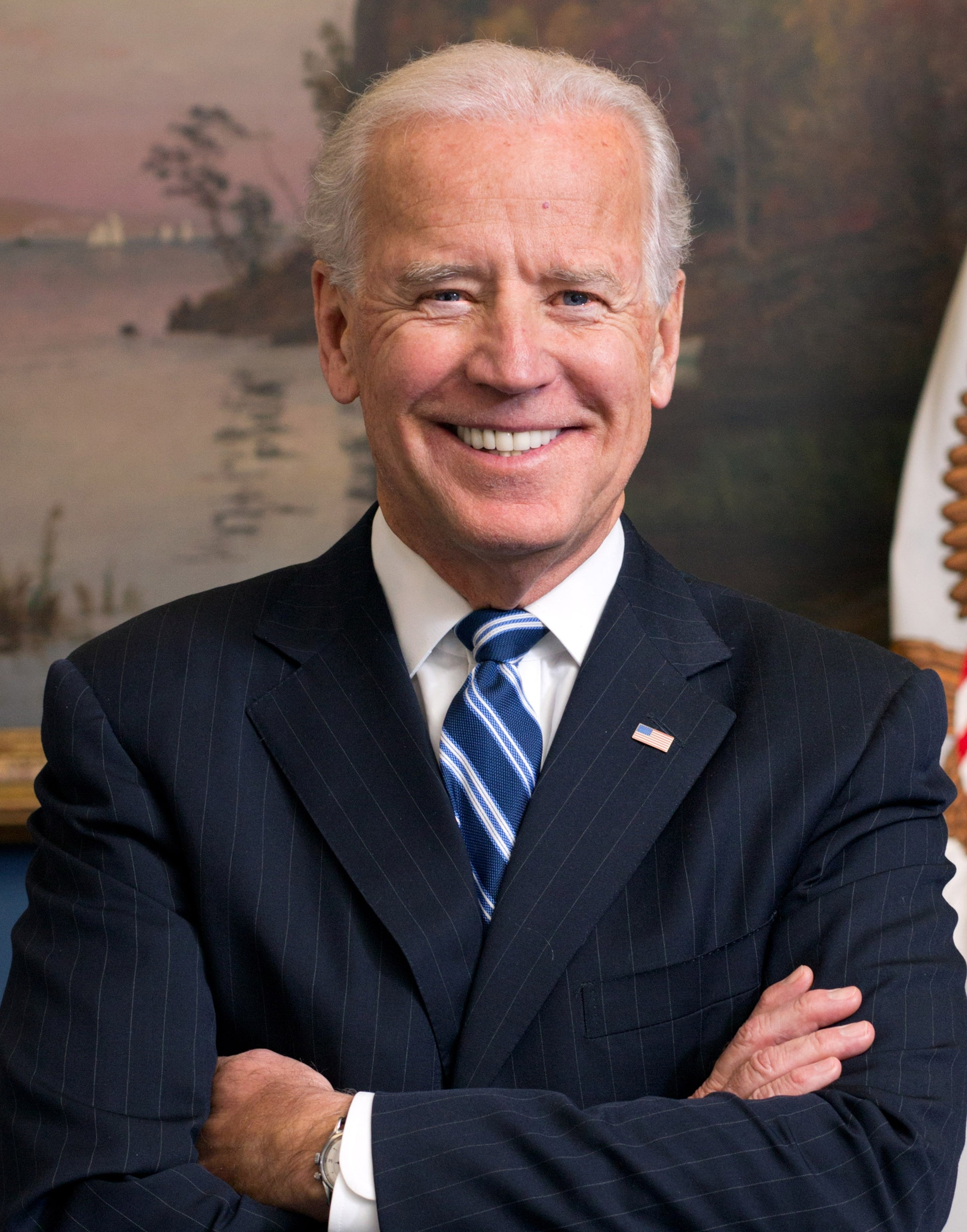
رئيس الولايات المتحدة الأمريكية جو بايدن
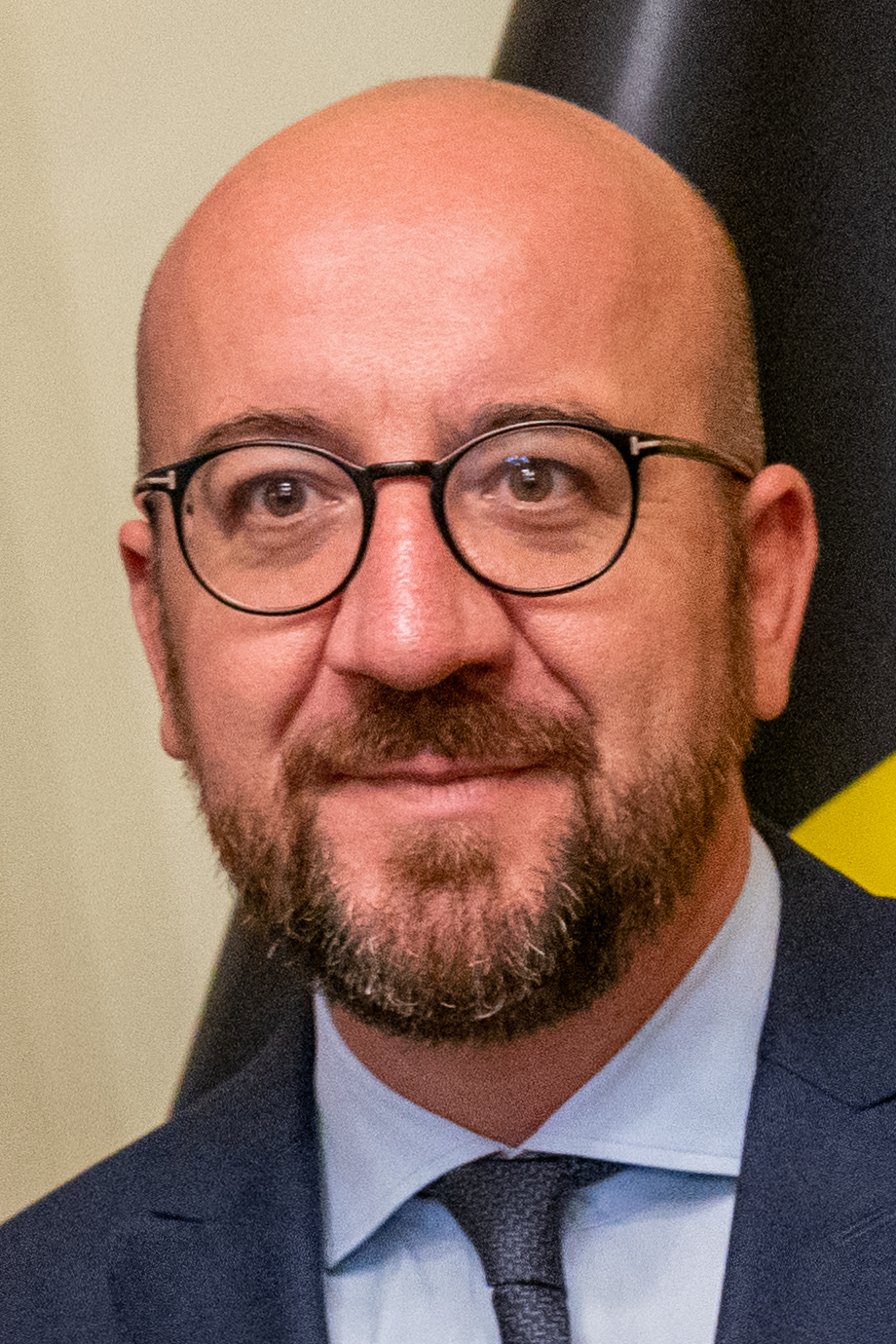
رئيس المجلس الأوروبي شارل ميشيل
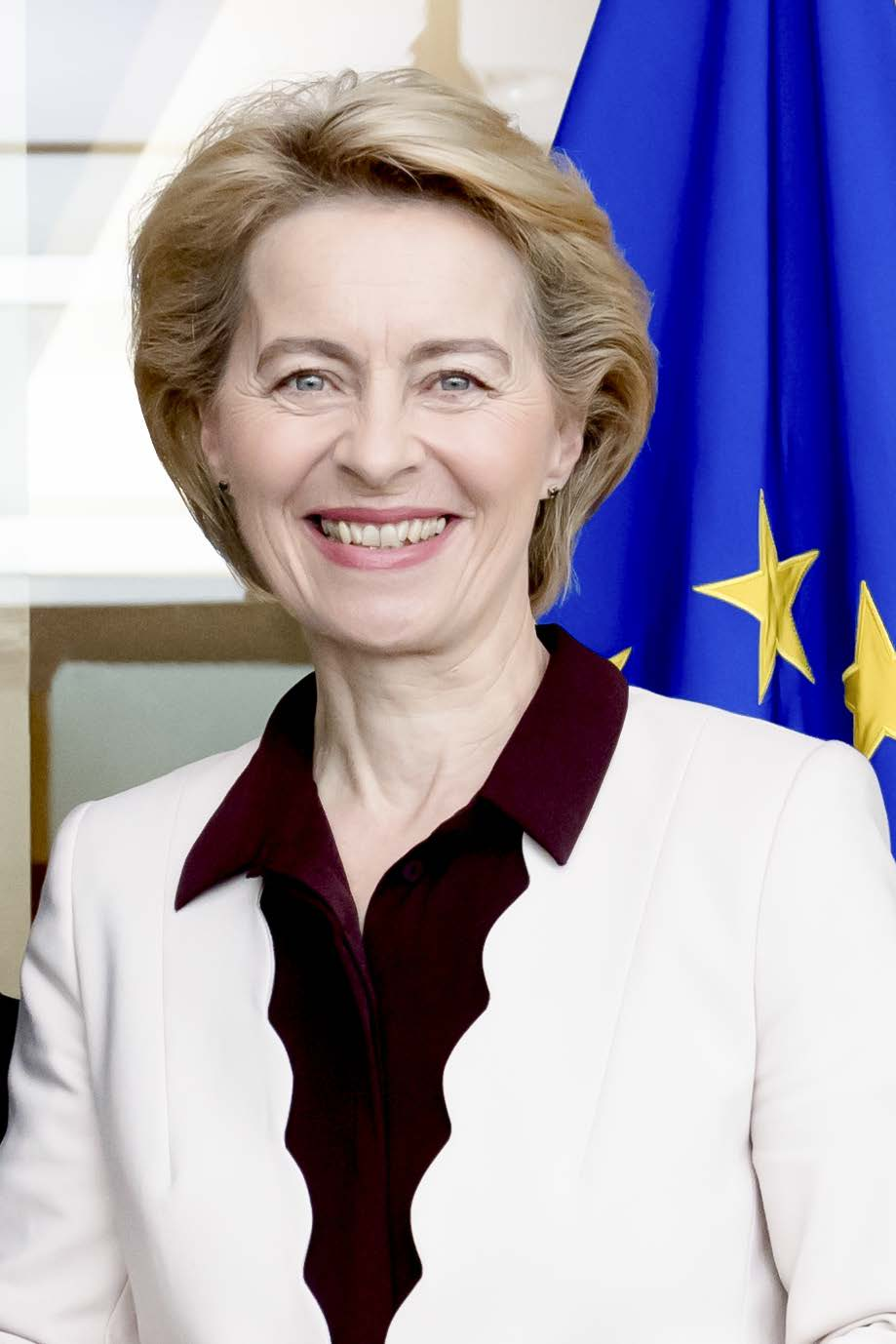
رئيس المفوضية الأوروبية أورسولا فون دير لاين